# Бику, Нуну
Нуну Бику (исп. Nuno Miguel Bico Alves Matos; род. 3 июля 1994 в Португалия) — португальский профессиональный шоссейный велогонщик, выступающий c 2017 года за команду мирового тура «Movistar Team».

## Достижения
2014
5-й Чемпионат Португалии среди молодёжи в групповой гонке
2015
1-й  Чемпионат Португалии среди молодёжи в групповой гонке
2016
3-й Чемпионат Португалии среди молодёжи в групповой гонке
7-й Вольта Алентежу
7-й Льеж — Бастонь — Льеж для молодёжи

## Статистика выступлений

### Гранд-туры
| Гонка           | 2018 |
| --------------- | ---- |
| Джиро д'Италия  |      |
| Тур де Франс    |      |
| Вуэльта Испании |      |

| —  | Не участвовал  |
| НФ | Не финишировал |